# Antônio Januário de Faria
Antônio Januário de Faria (Salvador, 1822 — Salvador, 1883) foi um médico, professor e escritor brasileiro, patrono da cadeira número 23 da Academia de Letras da Bahia.

## Biografia
Nasceu em Salvador, em 1822, e formou-se em medicina, em 1845, pela Faculdade de Medicina da Bahia e tornou-se Opositor da Seção Médica em 1855, Lente de Fisiologia em 1862 e Lente de Clínica Interna em 1864(18).
Dirigiu a Faculdade de Medicina da Bahia de 1874 a 1881 e foi, segundo Pacífico Pereira, o idealizador da Gazeta Médica da Bahia, revista na qual foram noticiadas as ideias e concepções das ciências médicas registradas da Escola Tropicalista Baiana, entre 1860 a 1889. Do grupo de fundadores da Gazeta Médica da Bahia fizeram parte os médicos John Paterson, José Francisco de Silva Lima e Otto Wucherer. Entre os médicos baianos havia ele,  Pires Caldas  e  Virgílio Damásio, bem como o então estudante  Pacífico Pereira, que adiante seguiria à frente da revista.
Recebeu várias honrarias, inclusive a de membro do Conselho do Imperador e Comendador da Ordem de Cristo.
Januário de Faria (entre 1847 e 1881) é considerado o primeiro Diretor Tropicalista da Faculdade de Medicina. O segundo foi Pacífico Pereira (1895 -1898).
O Conselheiro Januário de Faria morreu em Salvador em 1883.